# Turó de la Capella
El Turó de la Capella és una muntanya de 180 metres del municipi de Llagostera, a la comarca del Gironès. Al cim hi ha la Capella de Sant Llorenç. Excavacions arqueològiques permeten afirmar que hi va haver un assentament ibèric.